# Richard Brunsich von Brun
Richard Theodor Friedrich Brunn, durch Adoption seit 1931 Brunsich Edler von Brun (* 17. Oktober 1870 in Heide in Holstein; † 7. Dezember 1964 in Hamburg) war ein deutscher Bibliothekar und sächsischer Hofrat.

## Leben
Er war der Sohn des Kaufmanns Adolph Friedrich Brunn und dessen Ehefrau Emma geborene Lüttgens. Nach dem Besuch des Königlichen Gymnasiums in Flensburg studierte Richard Brunn an der Universität Basel. Daraufhin war er von 1806 bis 1903 als Buchhändler tätig und im Anschluss bis 1906 als Bibliothekar. Danach erfolgte an der Lesehalle und Städtischen Zentralbibliothek in Dresden seine Beförderung zum Oberbibliothekar. 1912 wurde er zum Bibliotheksdirektor und 1917 zum Königlich Sächsischen Hofrat ernannt.
Nachdem zum Jahresanfang 1918 Lesehalle und Zentralbibliothek zur „Städtische Bücherei und Lesehalle“ vereinigt worden waren, wurde Richard Brunn deren Direktor. Im 53. Lebensjahr trat er Ende 1923 in den Ruhestand. Nachdem der noch einige Jahre in Dresden-Neustadt, Kaiser-Wilhelm-Platz 2a gewohnt hatte, zog er nach Berlin und später nach Hamburg, wo er im 95. Lebensjahr starb.
Er hatte sich auf Literaturgeschichte des 18. und 19. Jahrhunderts spezialisiert und dazu auch einige Schriften publiziert.
1932 ließ er sich von dem preußischen General der Infanterie Arthur Brunsich Edler von Brun adoptieren und führte seitdem den Familiennamen Brunsich Edler von Brun.

## Familie
Richard Brunn heiratete 1914 in zweiter Ehe Carmen Agustina Bülle Marcor aus London, die Tochter eines mexikanischen Generalkonsuls Adolfo Bülle. Aus der ersten Ehe war u. a. der Sohn Max Brunn (1899–1983) hervorgegangen. Die Namensänderung war zwar nach geltendem deutschen Namensrecht gültig, wird vom Deutschen Adelsrechtsausschuss jedoch als sogenannter „Scheinadel“ gewertet.

## Ehrungen
- 1916 Sächsisches Kriegsverdienstkreuz